# زاهد محمود
زاهد محمود، روستایی در دهستان حومه بخش مرکزی شهرستان لارستان در استان فارس ایران است.

## پیشینه نام
آرامگاهی به نام «سلطان نجم الدین محمود» در زاهد محمود وجود دارد که براساس شجره نامهٔ موجود در بین اهالی روستا، نسب وی به امام موسی کاظم می‌رسد، از این‌رو این روستا زاهد محمود نامیده شده است. نام قدیم این روستا باشتو یا باشدو بوده که به گویش محلی به معنی (بش دو) یعنی محل کشت دیم است.

## شغل و کشاورزی
شغل مردم روستا، کشاورزی و دامداری است.
محصولات کشاورزی روستا هندوانه، خیار، شمام، گوجه فرنگی، سیر، پیاز، کلم و بادمجان می باشد که به صورت حفر چاه آبیاری میگردد 
جو و یونجه نیز به مقدار کم به صورت دیم کشت می‌شود 

## جمعیت
بر پایه سرشماری عمومی نفوس و مسکن در سال ۱۳۹۵، جمعیت این روستا برابر با ۴۳۳ نفر (۱۱۳ خانوار) بوده است.